# Stazione di Praja-Ajeta-Tortora
La stazione di Praja-Ajeta-Tortora è una stazione ferroviaria della linea Battipaglia-Reggio Calabria, ubicata nel centro di Praia a Mare. La denominazione composita fa riferimento anche ad Aieta e a Tortora.

## Storia

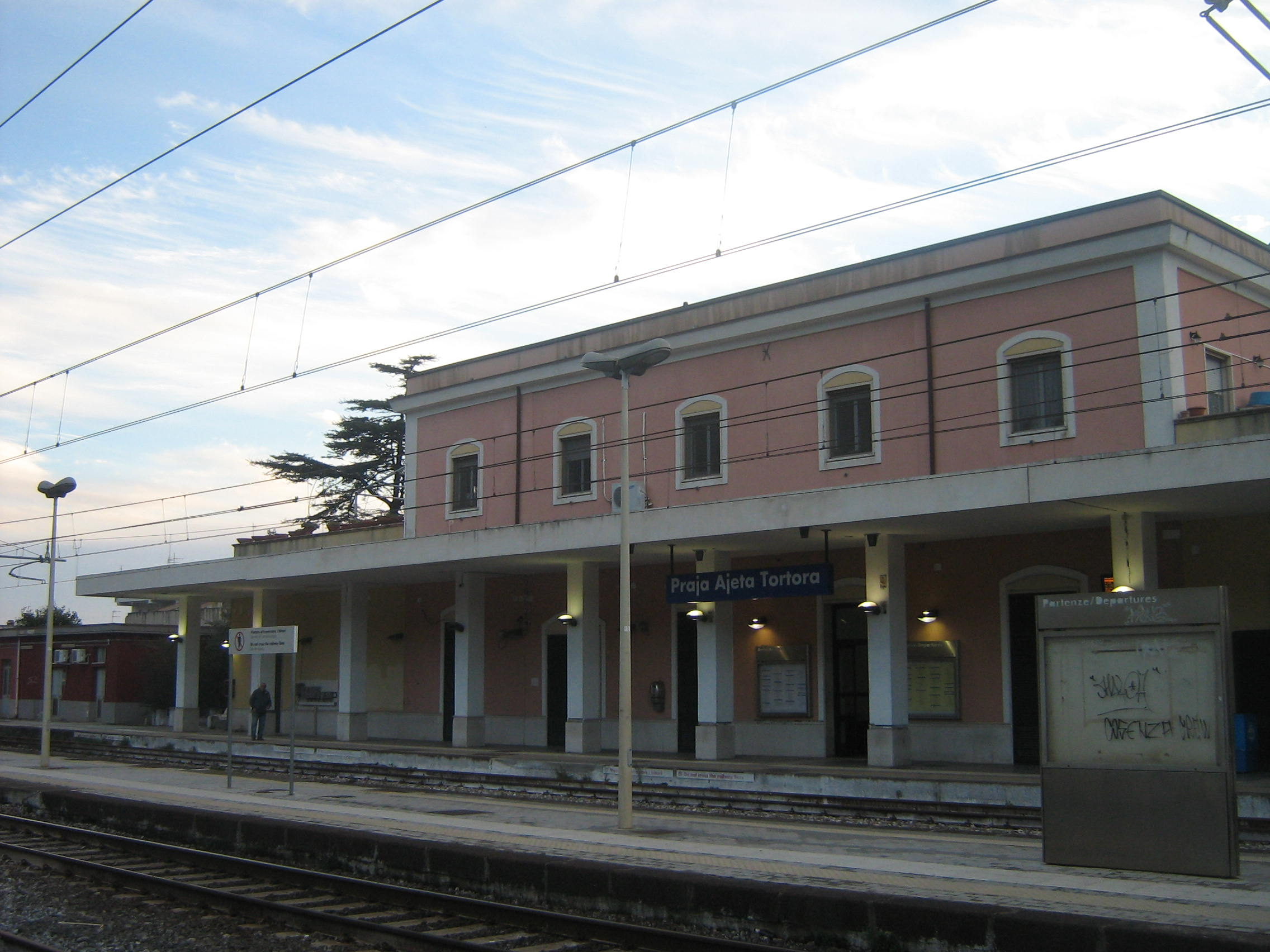
Il piazzale binari

La stazione venne aperta all'esercizio nell'estate del 1894 assieme al tronco di 62,7 km di cui era capolinea, il vertice opposto della tratta era la stazione di Pisciotta-Palinuro. Poiché all'epoca Praia era ancora frazione del comune di Aieta l'antico nome della stazione era Praja d'Ajeta-Tortora, solo in seguito fu convertito mantenendo la versione con la lettera J.

## Strutture e impianti
L'impianto è gestito da Rete Ferroviaria Italiana.
La stazione è di tipo passante; le tre banchine, fornite di pensilina, sono collegate da un sottopassaggio. 
L'impianto ha quattro binari per servizio viaggiatori, di cui il secondo e il terzo di corretto tracciato; oltre la terza banchina c'è un fascio binari di ricovero e manovra mentre contiguo alla prima banchina è posto un binario tronco.

## Movimento

### Trasporto nazionale
La stazione è servita da treni InterCity, che collegano lo scalo con Salerno, Napoli, Roma, Milano, Paola, Lamezia Terme, Villa San Giovanni e Reggio Calabria.
I treni InterCity vengono effettuati con locomotive E.401, E.402B, E.403 con carrozze UIC-Z + semipilota di seconda classe e Gran Confort di prima classe.

### Trasporto regionale
La stazione è servita da treni Regionali che collegano Praja-Ajeta-Tortora con:
- Paola
- Cosenza
- Sapri
- Salerno
- Napoli Centrale

I treni del trasporto regionale vengono effettuati con E.464 con carrozze UIC-X restaurate + carrozze semipilota, carrozze MDVC, carrozze MDVE + carrozze semipilota, miste di prima e seconda classe. Inoltre vengono utilizzati i treni Minuetto ALe 501/502.

## Servizi
La stazione, che a fini commerciali RFI classifica nella categoria "Silver", dispone di:
- Biglietteria automatica
- Servizi igienici
- Bar